# Fannie Hurst
Fannie Hurst (Hamilton, 19 de outubro de 1889 – Nova Iorque, 23 de fevereiro de 1968) foi uma romancista estado-unidense. Apesar de seus livros não serem muito lembrados hoje em dia, durante sua vida seus mais famosos romances foram Stardust (1919), Lummox (1923), A President is Born (1927), Back Street (1931) e Imitation of Life (1933).

## Biografia
Hurst nasceu em Hamilton, Ohio, sendo a única filha sobrevivente de uma família família judia. Ela passou os primeiros vinte anos de sua vida em St. Louis, no Missouri, onde freqüentou a Washington University de St. Louis e se graduou em 1909. Em 1915 casou-se com Jacques S. Danielson, um pianista de Nova Iorque, mas o casamento só foi anunciado cinco anos mais tarde.
Em 1921, Hurst foi uma das primeiras a aderir à Lucy Stone League, uma organização que lutava para que as mulheres mantivessem seu nome de solteira. Era membro ativo da Urban League, tendo sido indicada para o National Advisory Committee to the Works Progress Administration em 1940. Ela também foi delegada à Organização Mundial da Saúde em 1952.
Hurst é mais conhecida pela adaptação cinematográfica de suas obras, tais como o filme Imitation of Life, de 1934, e o seu remake de 1959.
A primeira biografia completa de Hurst foi publicada em 1999 por Brooke Kroeger.

### Coleções de histórias
- Just Around the Corner (1914)
- Every Soul Hath Its Song (1916)
- Gaslight Sonatas (1918)
- Humoresque (1919)
- The Vertical City (1922)
- Song of Life (Knopf, 1927)
- Procession (1929)
- We are Ten (1937)

### Romances
- Stardust: The Story of an American Girl (1921)
- Lummox (1923)
- Mannequin (Knopf, 1926)
- Appassionata (Knopf 1926)
- A President is Born (1928)
- Five and Ten (1929)
- Back Street (1931)
- Imitation of Life (1933)
- Anitra's Dance (1934)
- Great Laughter (1936)
- Lonely Parade (1942)
- Hallelujah (1944)
- The Hands of Veronica (1947)
- Anywoman (1950)
- The Man with One Head (1951)
- Family! (1960)
- God Must Be Sad (1961)
- Fool, Be Still (1964)

### Autobiografia
- Anatomy of Me: A Wonderer in Search of Herself (1958)

### Outros
- No Food with My Meals (1935)
- White Christmas (1942)